# Stine Pilgaard

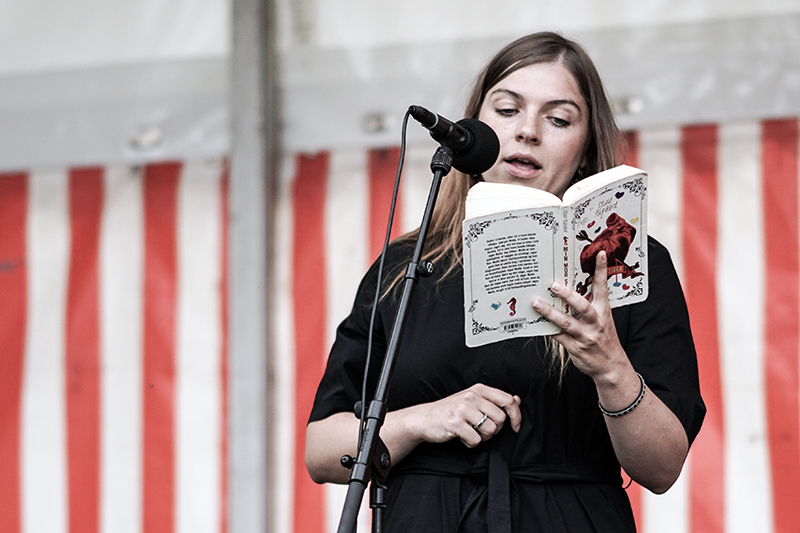
Stine Pilgaard (2017)

Stine Pilgaard (* 27. März 1984 in Aarhus) ist eine dänische Schriftstellerin.

## Leben
Stine Pilgaard wuchs im Aarhuser Vorort Vejlby-Risskov auf. Nach dem Schulabschluss studierte sie Dänisch und Medienwissenschaften an der Universität Aarhus, das Studium schloss sie 2007 als Bachelor ab. Danach absolvierte sie die 2010 Schriftstellerschule in Kopenhagen und studierte Dänisch an der Universität Kopenhagen, wo sie 2012 einen Master-Abschluss erlangte.
2012 veröffentlichte sie ihren Debütroman Min mor siger, der im November 2022 in der deutschen Übersetzung von Hinrich Schmidt-Henkel unter dem Titel Meine Mutter sagt im Kanon Verlag erschien. 2015 folgte ihr zweiter Roman Lejlighedssange, der im Herbst 2023 unter dem Titel Lieder aller Lebenslagen in einer Übersetzung von Hannes Langendörfer veröffentlicht wurde.
Für ihren dritten Roman Meter i sekundet (2020) wurde sie mit dem Weekendavisens litteraturpris der Wochenzeitung Weekendavisen sowie dem Goldenen Lorbeer (De Gyldne Laurbær) der dänischen Buchhändler ausgezeichnet. Die deutschsprachige Übersetzung erschien im Februar 2022 unter dem Titel Meter pro Sekunde. Das Buch wurde von Hella Joof verfilmt, der Film mit dem internationalen Titel The Land of Short Sentences wurde in Dänemark im Februar 2023 veröffentlicht.
Die Bücher wurden auch als ungekürzte Lesung, gelesen von Caroline Peters, als Hörbuch veröffentlicht.

## Publikationen (Auswahl)
- 2012: Min mor siger, Samleren, Kopenhagen 2012
  - 2022: Meine Mutter sagt, Roman, aus dem Dänischen von Hinrich Schmidt-Henkel, Kanon Verlag, Berlin 2022, ISBN 978-3-9856803-1-3
  - 2022: Meine Mutter sagt, ungekürzte Lesung, gelesen von Caroline Peters, Kanon Verlag, Berlin 2022, ISBN 978-3-9856803-8-2

- 2015: Lejlighedssange, Samleren, Kopenhagen 2015
  - 2023: Lieder aller Lebenslagen, Roman, aus dem Dänischen von Hannes Langendörfer, Kanon Verlag, Berlin 2023, ISBN 978-3-9856808-8-7
  - 2023: Lieder aller Lebenslagen, ungekürzte Lesung, gelesen von Caroline Peters, Kanon Verlag, Berlin 2023, ISBN 978-3-9856809-0-0

- 2020: Meter i sekundet, Gutkind, 2020
  - 2022: Meter pro Sekunde, Roman, aus dem Dänischen von Hinrich Schmidt-Henkel, Kanon Verlag, Berlin 2022, ISBN 978-3-9856801-1-5
  - 2022: Meter pro Sekunde, ungekürzte Lesung, gelesen von Caroline Peters, Kanon Verlag, Berlin 2022, ISBN 978-3-9856801-4-6

## Auszeichnungen (Auswahl)
- 2020: Weekendavisens litteraturpris für Meter i sekundet[4]
- 2020: De Gyldne Laurbær für Meter i sekundet[5][9]
- 2021: Nominierung für den DR Romanpreis für Meter i sekundet